# 중명전
중명전(重明殿)은 조선 시대 궁궐인 덕수궁에 딸린 서양식 전각이다. 원래의 이름은 수옥헌(漱玉軒)이었으나, 1904년 경운궁(현 덕수궁) 화재 이후 고종이 이곳으로 거처를 옮기게 되면서 중명전으로 이름을 바꾸었다. 1905년 11월 17일, 중명전에서 〈을사늑약〉이 체결되었다.

## 연혁

### 수옥헌 시절
중명전 터는 원래 궁궐에 포함되지 않은 땅으로 1890년대까지 주로 서양에서 온 선교사들이 거주하던 곳이었다. 1897년 궁궐을 확대하면서 궁지로 편입되었고, 현재의 중명전 자리에 서양식 전각 수옥헌(漱玉軒)을 지어 황실 도서관으로 삼았다. 1899년 준공된 옛 전각은 서양식 1층 건물이었으며 한성부 건축기사로 초빙된 다이(J.H. Dye)가 설계하였다. 그는 당시 미국 군사고문으로 서울에 와 있던 윌리엄 다이(William McEntyre Dye)의 아들이었다. 고종 즉위 당시 덕수궁은 경운궁으로 불렸는데, 고종은 흥선대원군이 대대적으로 복원한 경복궁을 비우고 경운궁으로 환궁하였다. 당시 경운궁의 북측 지역은 각국의 공사관과 인접하여 고종의 경운궁 환궁은 일본의 간섭을 견제할 목적이었다. 경운궁 북쪽 지역을 매입하고 궁궐에 편입한 뒤 중명전 외에도 만희당, 흠문각, 장기당, 양복당, 경효전, 환벽정 등 각종 전각을 지었다. 제일 북쪽에 위치한 환벽정은 러시아 공사관과 바로 맞닿아 있었다. 고종은 확장된 덕수궁 북쪽 지역에서 경희궁 새문안길로 넘어가는 구름다리를 건설하기도 하였다. 이 구름다리는 1908년 헐렸다.

### 중명전이 되다
1901년 화재로 수옥헌이 전소되자 독립문, 정관헌 등을 설계한 러시아 건축가 아파나시 세레딘사바틴(A. I. Sabatin)의 설계로 2층 벽돌 건물로 재건되었다. 1904년 4월 14일 경운궁 대화재가 일어나자 고종 황제가 거처를 수옥헌으로 옮기고 이름을 중명전으로 바꾸어 편전으로 사용하였다.
1905년 11월 이토 히로부미는 중명전 건너편의 손탁호텔을 거처로 삼고 정동 일대를 일본군이 장악한 상태에서 〈을사늑약〉을 강요하였다. 을사늑약은 중명전에서 강요에 의해 체결되었다. 이후 고종이 〈을사늑약〉의 부당함을 국제 사회에 알리고자 1907년 4월 20일 헤이그 특사로 이준 등을 파견한 곳도 중명전이다. 1907년 7월 일제는 헤이그 특사 파견을 빌미로 을사조약의 무효를 주장하는 고종 황제를 강제 퇴위시켰다. 새롭게 즉위한 순종은 1907년 창덕궁으로 이어할 때까지 중명전을 집무실로 사용하였다.
순종이 이어한 뒤 경운궁은 덕수궁으로 이름을 바꾸었다. 1909년 덕수궁 석조전이 완공된 후 고종은 중명전을 떠나 석조전을 거처로 삼았다. 1910년 일제는 한국을 강점하였다. 일제의 강점 이후 대한제국의 황실은 이왕가로 격하되었다. 고종이 덕수궁에 계속 거처하고 있었지만, 1915년 일제는 덕수궁 영역을 축소하면서 중명전을 궁궐 경내에서 제외하였다. 중명전은 경성구락부(Seoul Club)에 임대되었다.
1925년 중명전에 화재가 일어나 외벽만 남기고 소실되었다. 소실 당시 경찰은 주방의 요리사에 의한 과실, 누전에 의한 화재 등을 의심하고 화재 원인을 조사하였다. 당시 건물은 화재보험에 가입되어 있었다. 화재 뒤 다시 재건하여 외국인을 위한 사교 클럽으로 주로 사용되었는데 이미 원형을 알아보기 힘들 정도로 변형되었다.
1945년 광복 이후 국유재산으로 편입되었다가, 1963년 당시 대통령이었던 박정희가 영구 귀국한 영친왕과 이방자에게 중명전의 소유권을 이전하였다. 1977년 중명전은 다시 민간에 매각되었는데 관리 소홀과 개조로 원형을 짐작할 수 없을 정도로 훼손되었다.
1983년 서울특별시는 중명전을 유형문화재 제53호로 지정하였다. 그 후 2003년 정동극장에서 매입한 뒤 2006년 문화재청에 관리 전환하여, 2007년 2월 7일 사적 제124호로 덕수궁에 편입되었다. 2009년 12월 복원을 거쳐 2010년 8월부터 전시관으로 일반에 공개하고 있다. 문화재청은 문화유산국민신탁에게 중명전 전시관의 관리 운영 및 안내해설사 배치 운용을 위탁하였다. 현재의 복원에 대하여는 1904년 준공 당시의 모습과 차이가 있다는 비판이 있다.

## 사진

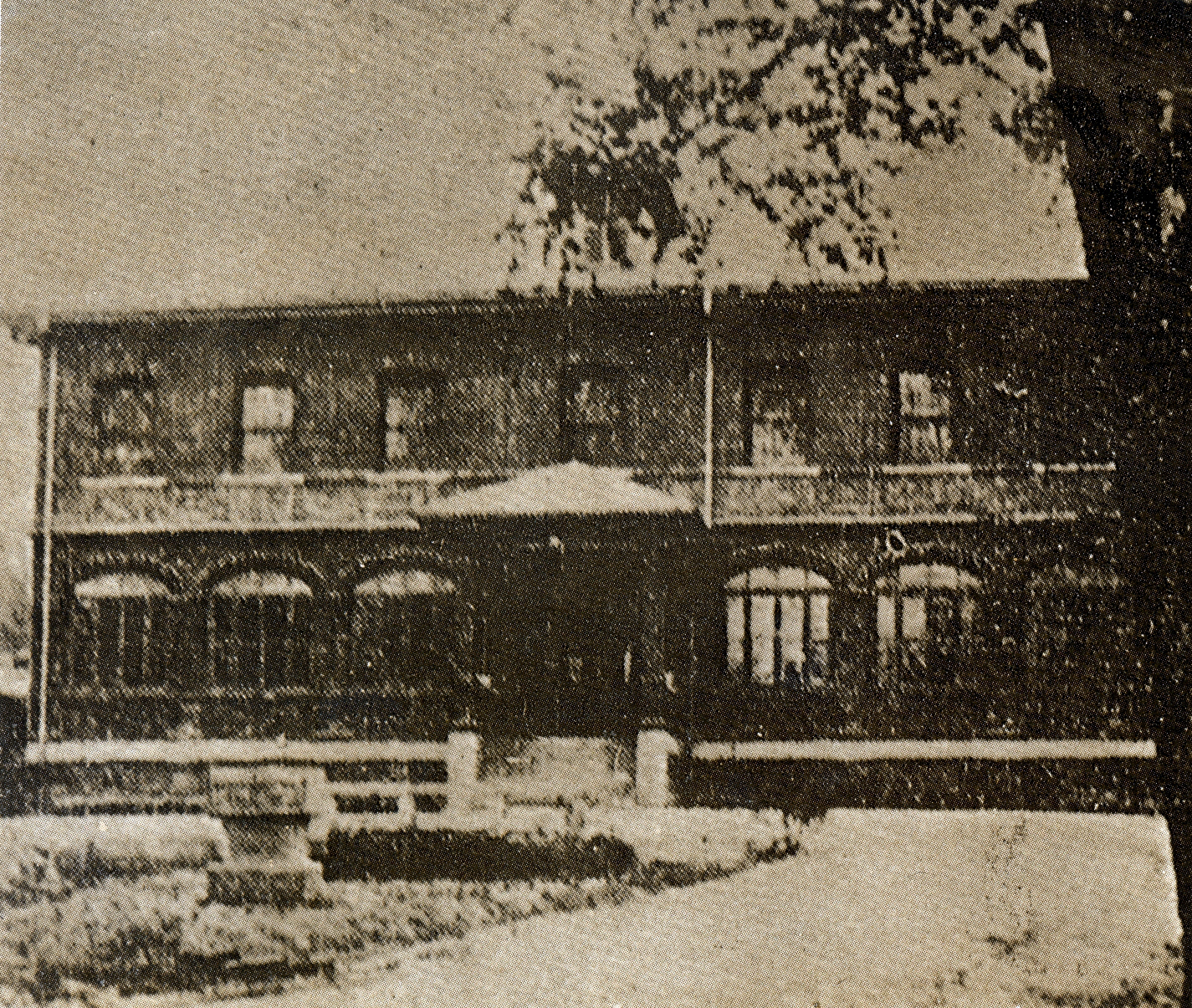
옛 모습
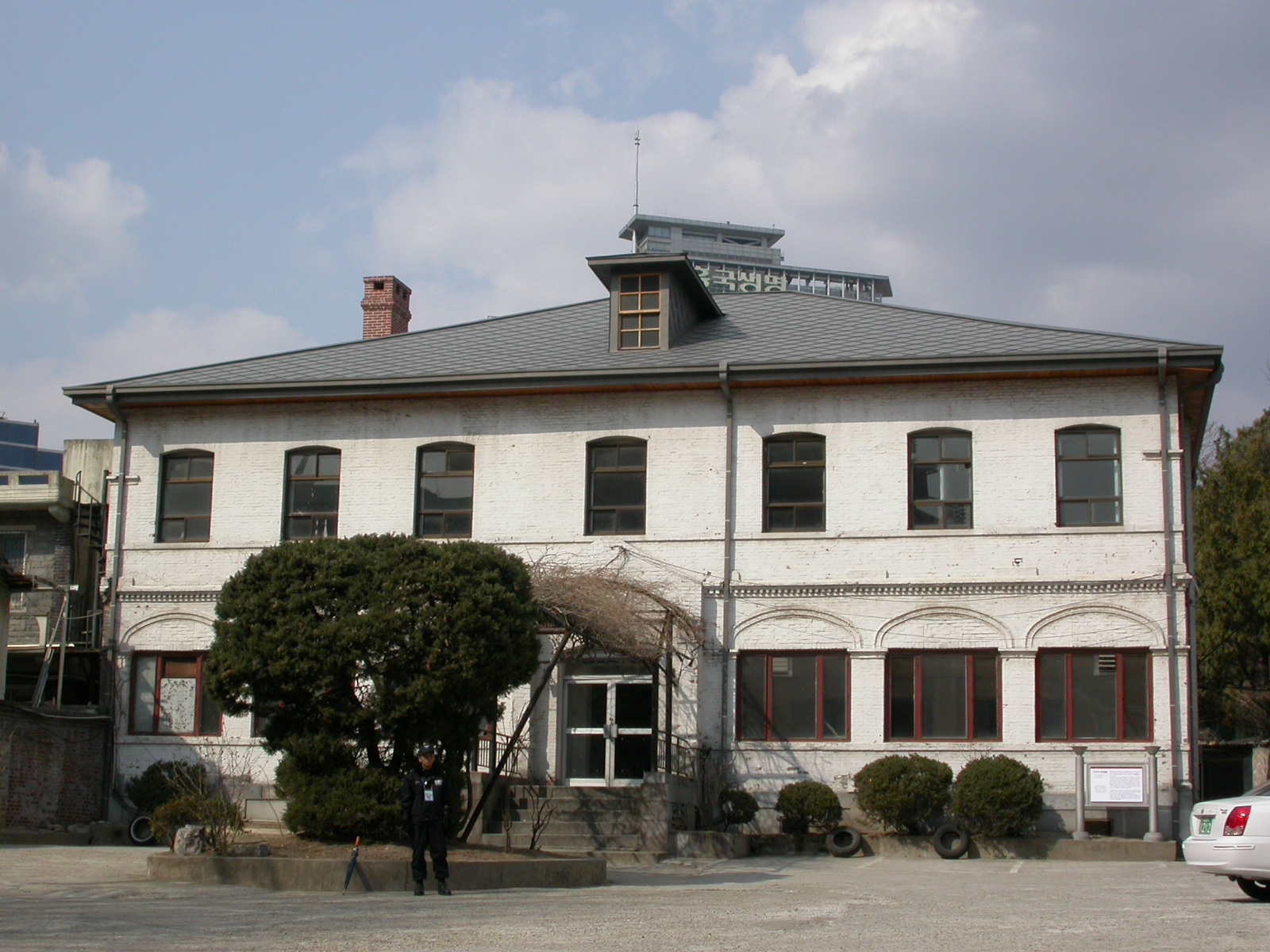
복원 전의 중명전
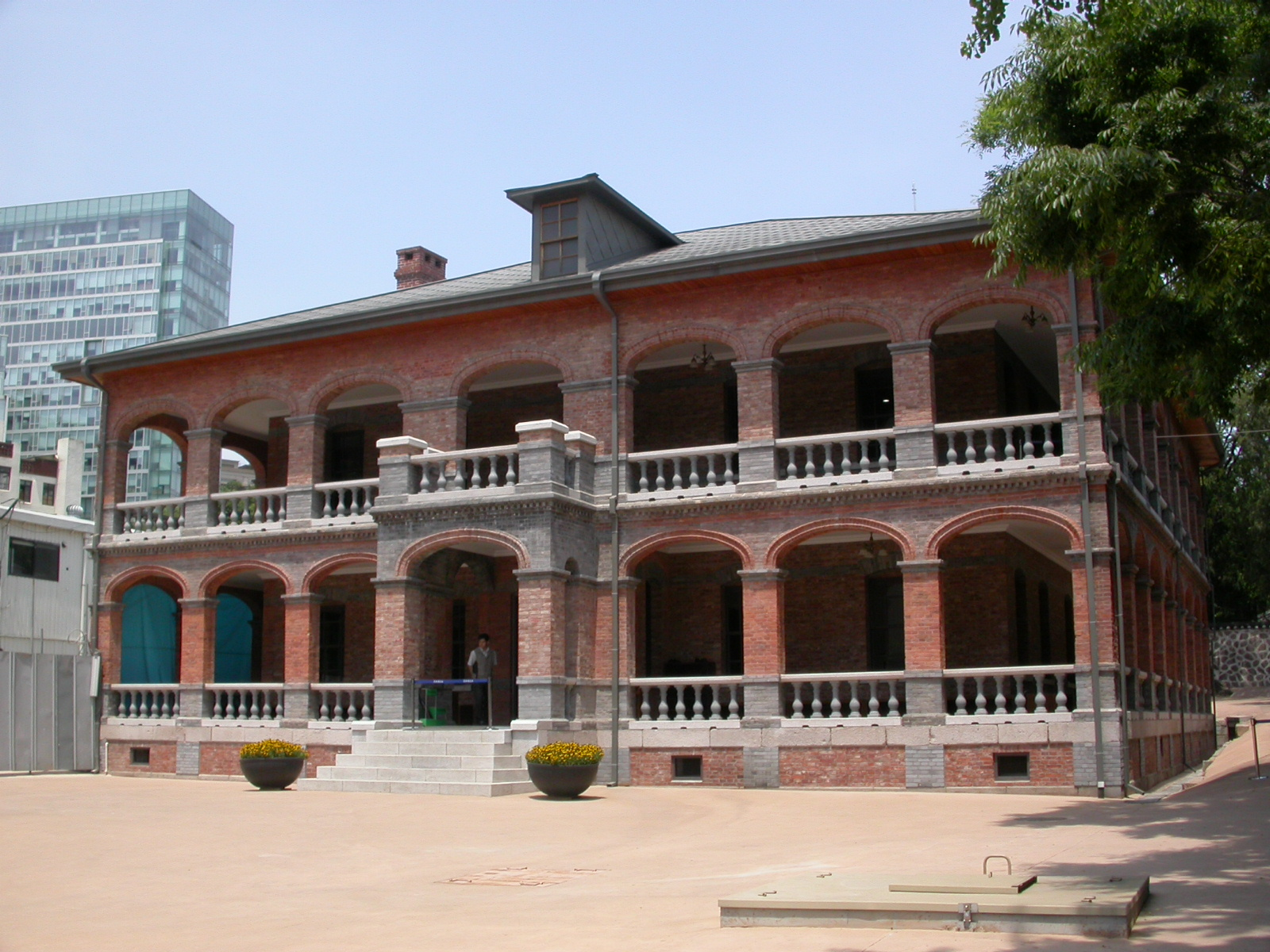
복원 후의 중명전
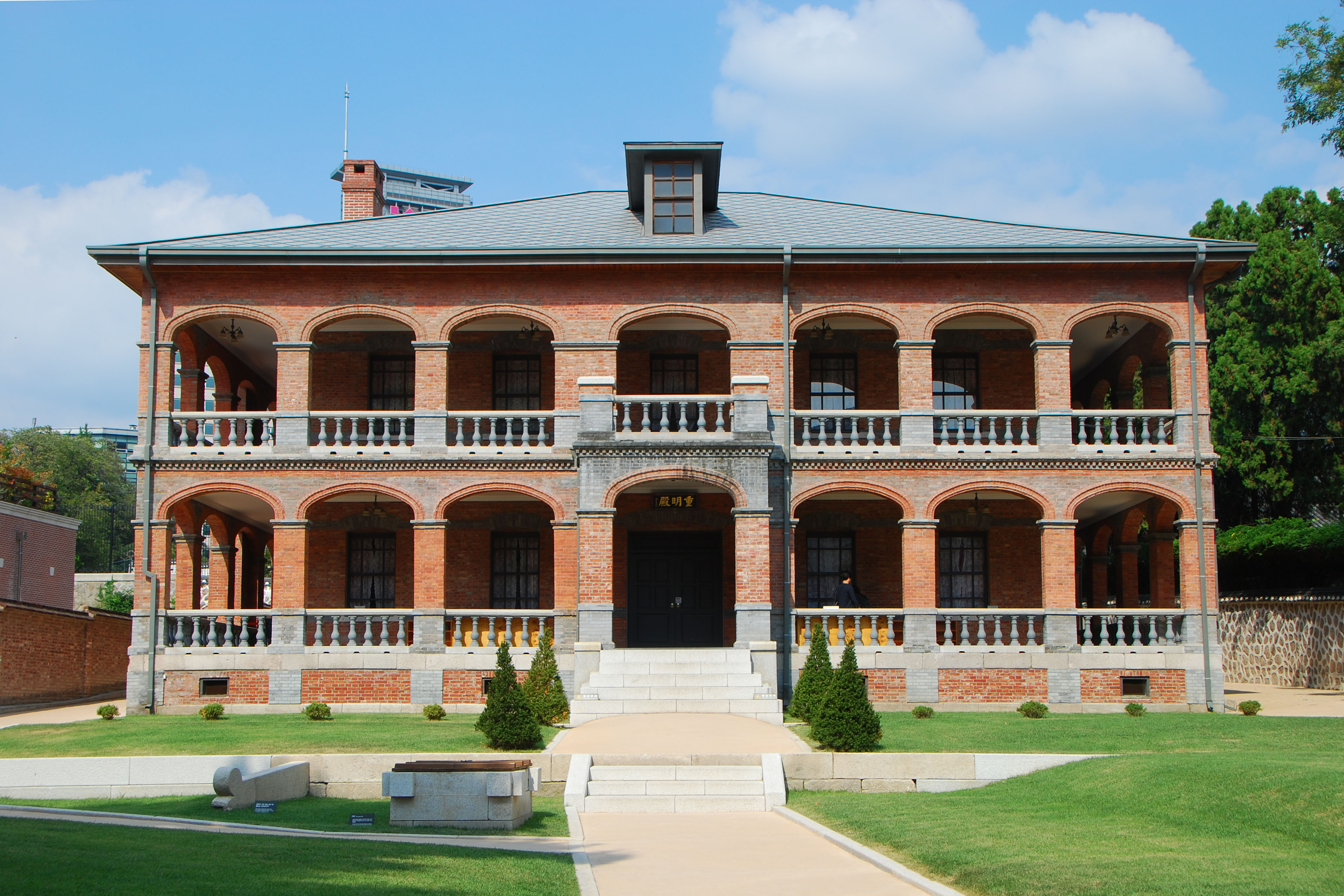
주변정리를 마친 중명전
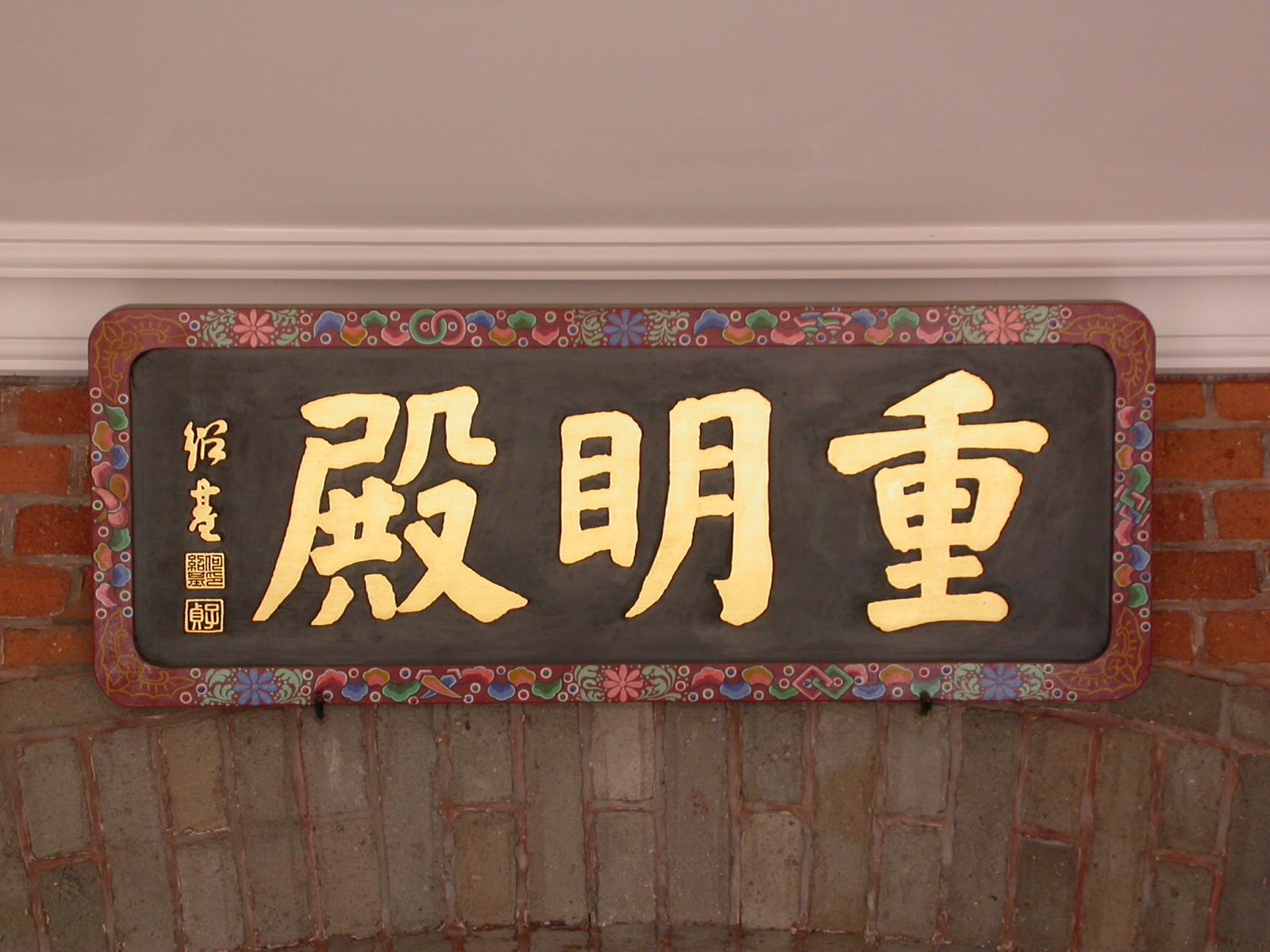
중명전 현판
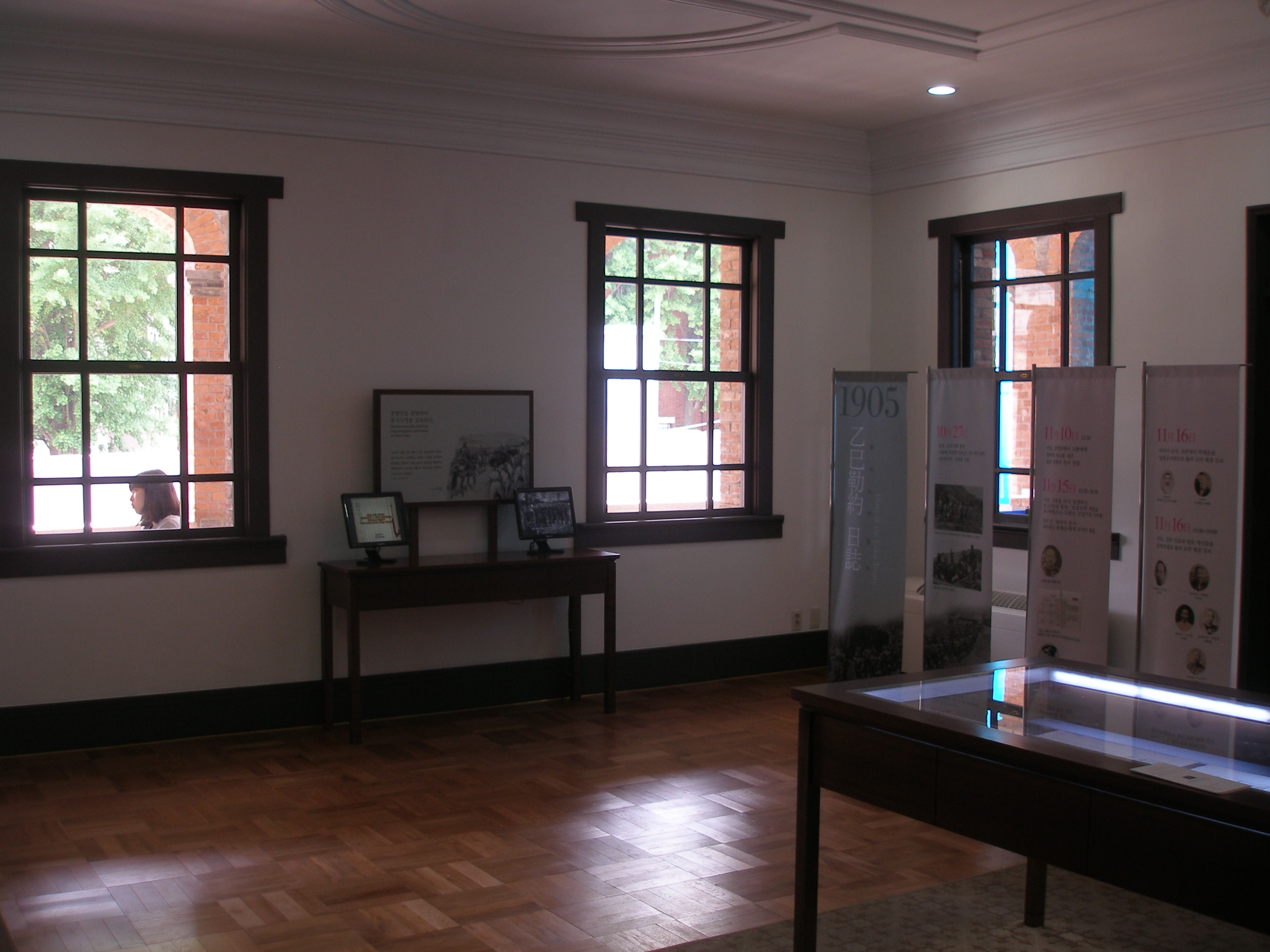
중명전 1층 전시실
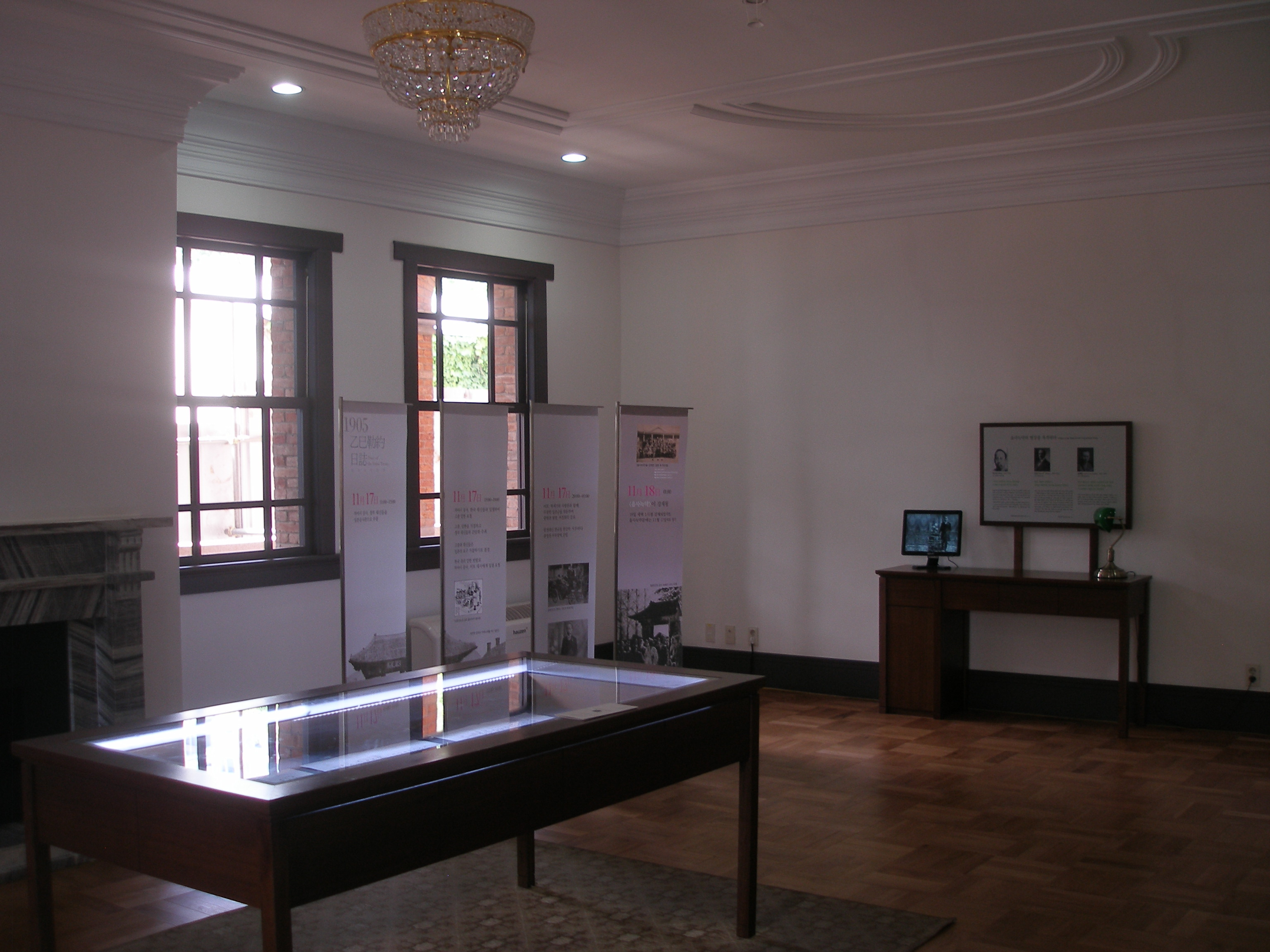
중명전 1층 전시실
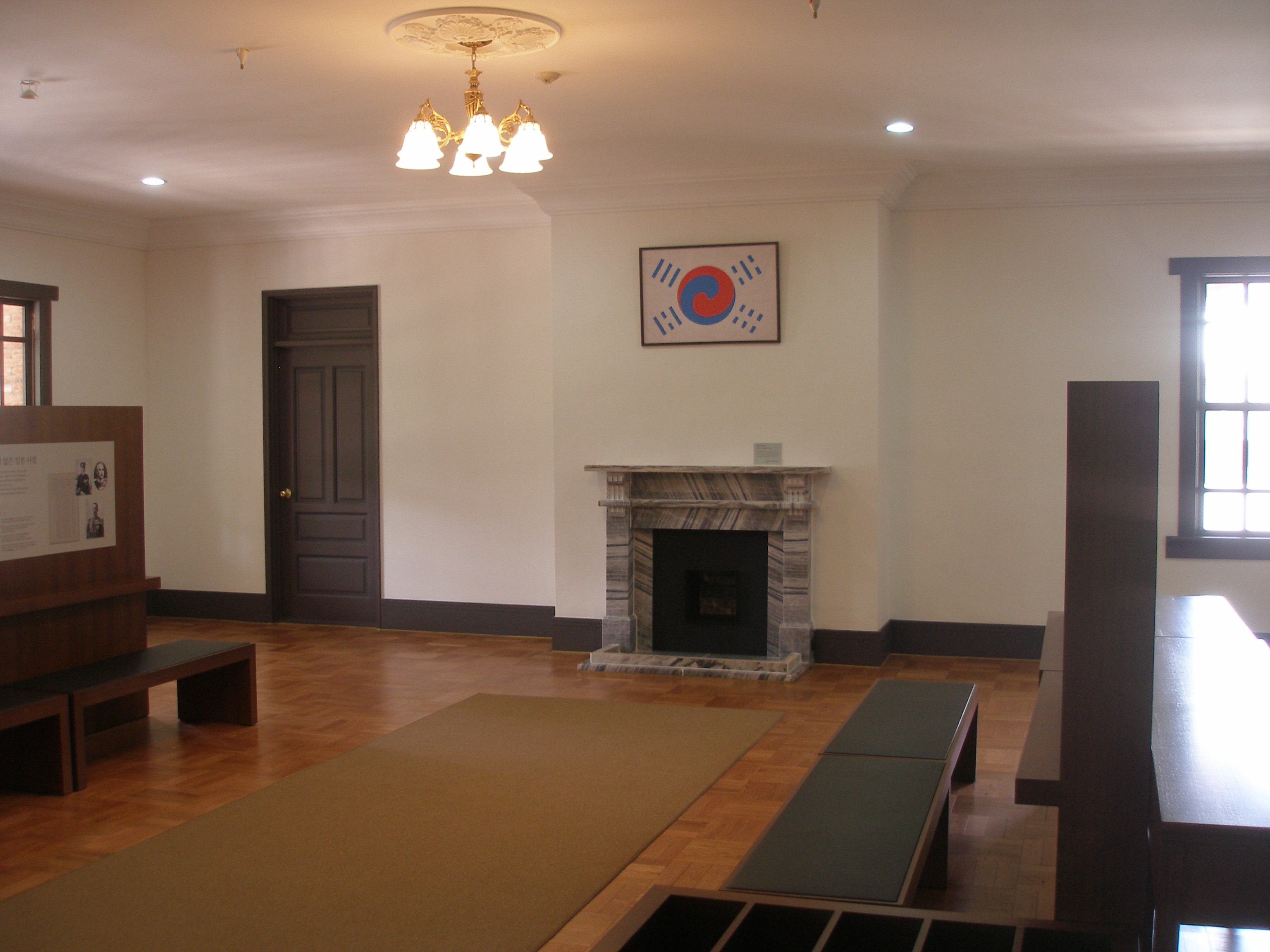
중명전 2층 전시실
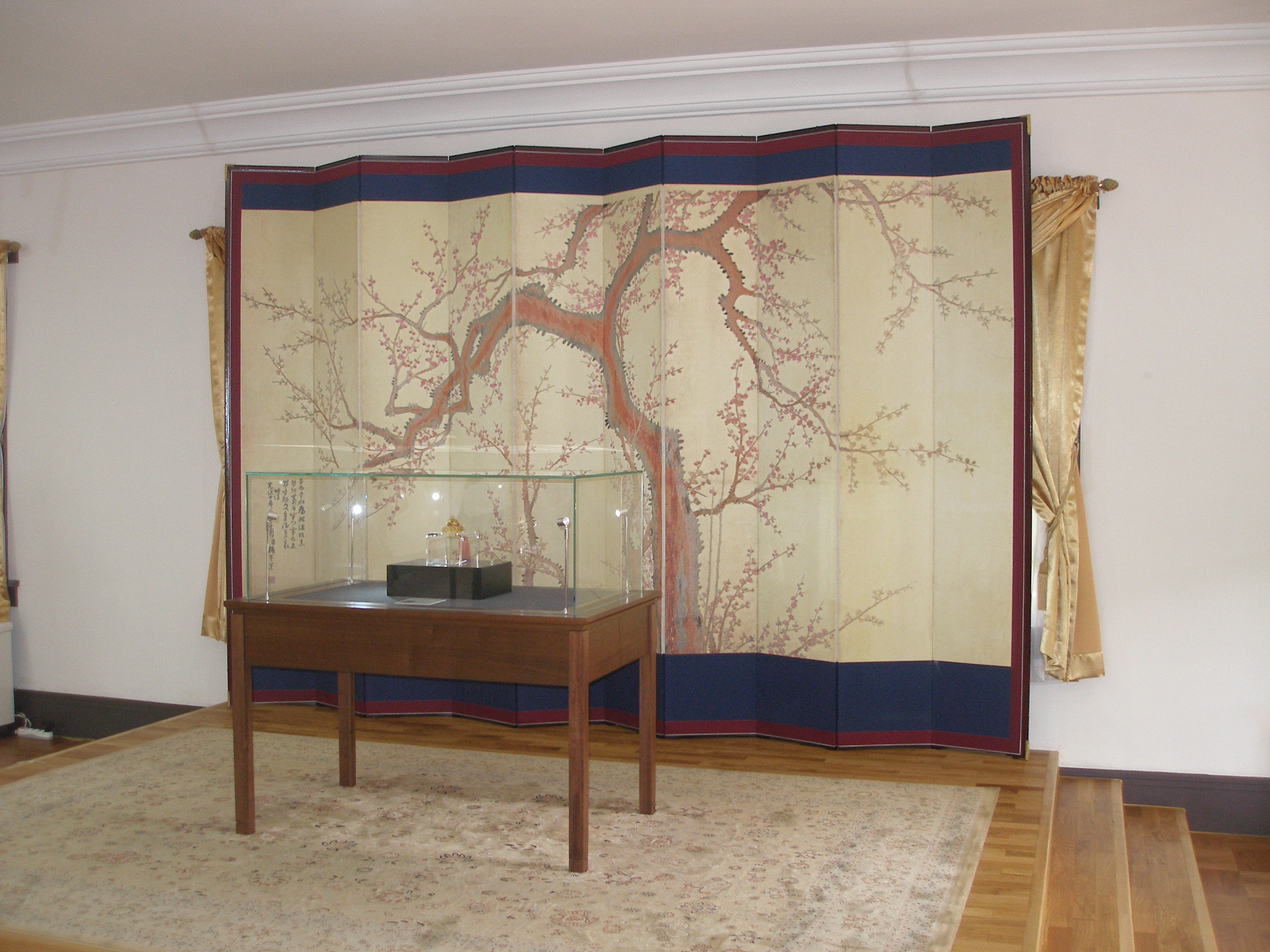
중명전 2층 전시실
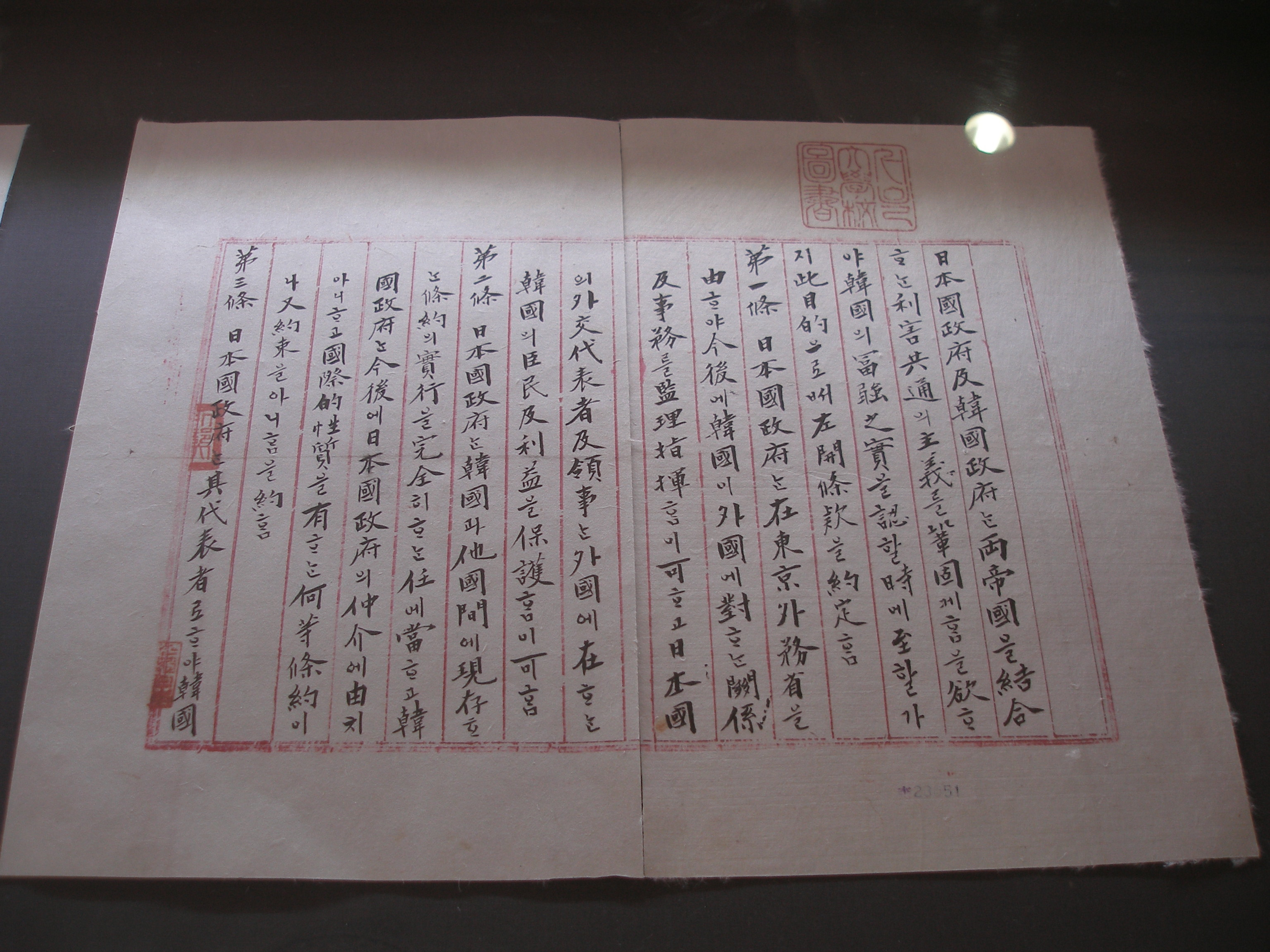
을사조약문
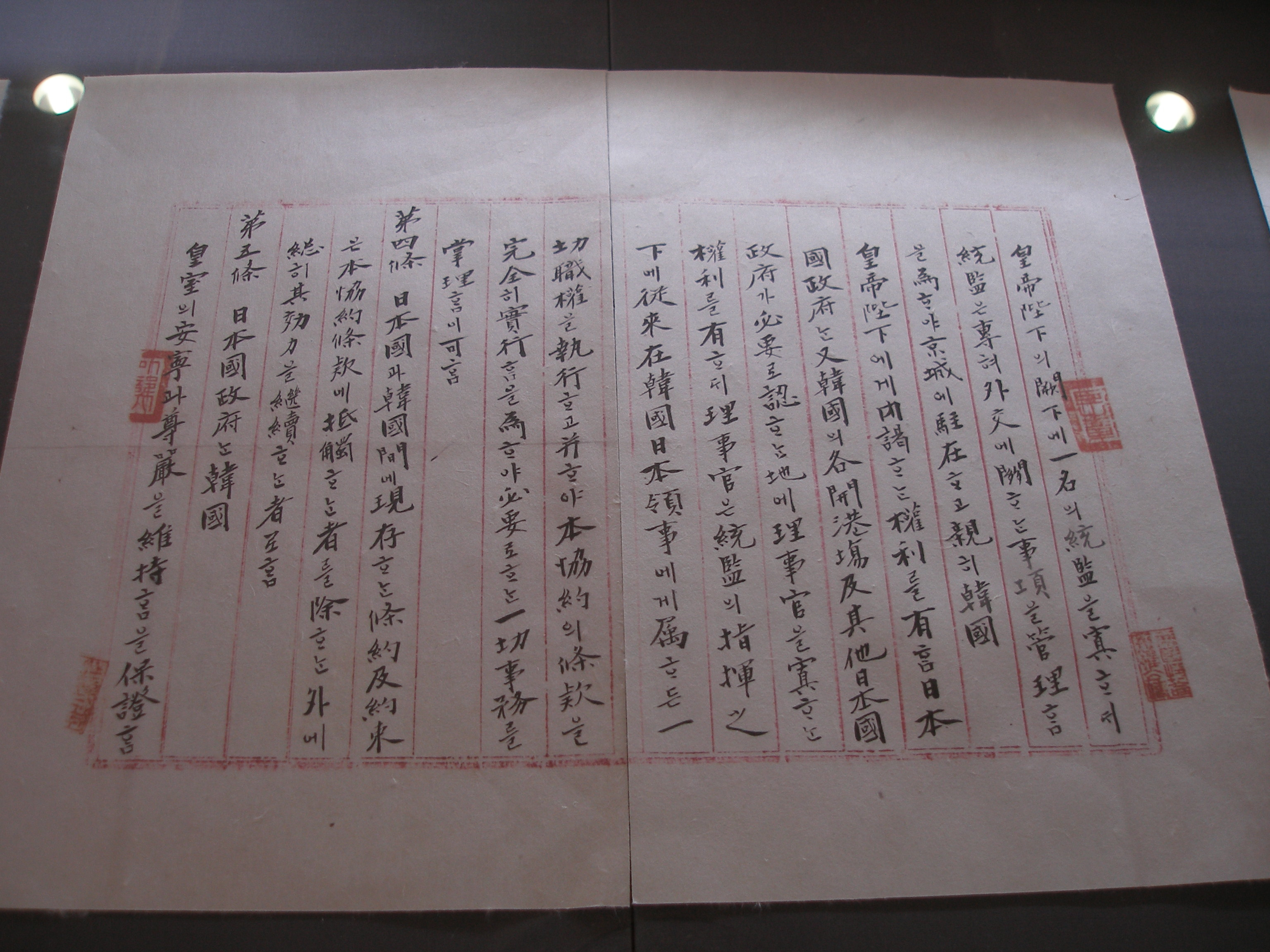
을사조약문

## 같이 보기
- 덕수궁
- 을사늑약